# Crossroad (Masami Okui)
Crossroad è l'ottavo album studio della cantante giapponese Masami Okui pubblicato il 4 settembre 2002 dalla Starchild. L'album ha raggiunto la trentaquattresima posizione della classifica degli album più venduti in Giappone, vendendo 10 630 copie.

## Tracce
1. Scramble (スクランブル)
2. Love Locket ni Natte (ラブロケットniなって)
3. Kimi to Boku ni Dekiru Koto (君と僕にできること)
4. HAPPY PLACE
5. strawberry fields
6. stillness
7. mission
8. NECESSARY
9. be free
10. bird
11. high high high
12. Iiwake (いいわけ)
13. Nemurenai Yoru ga Kureta Mono (眠れない夜がくれたもの)